# 君津市コミュニティバス
君津市コミュニティバス（きみつしコミュニティバス）は、千葉県君津市が運行するコミュニティバス。既存路線の廃止代替バスと、交通空白地帯に新規運行した路線がある。各路線に愛称が付けられている。
本項では、君津市が運行するデマンド型交通である君津市デマンドタクシーおよび君津市デマンドバスについても併せて記述する。

## 概要
利用客減少などを理由に、君津市内を運行していた民営バス事業者の一般路線バスが廃止されたことに伴い、2005年（平成17年）から君津市が主体となって、市内中心部および山間部でバス3路線とデマンドタクシーとデマンドバスを運行している。日東交通と大新東の2社に運行を委託している。

### 運行受託事業者
- 小糸川循環線「ブルードリーム号」「グリーンドリーム号」：日東交通（富津営業所）
- 人見・大和田・神門線「オレンジドリーム号」：日東交通→丸増商事→大新東
- 中島・豊英線「アミー号」「そよかぜ号」：大新東→丸増商事→大新東
- デマンドタクシー「きみぴょん号」：鴨川日東バス（試験運行時）→大新東
- デマンドバス「こいっとバス」：大新東

## 運賃・乗車券類

### コミュニティバス
- 運賃は200円均一（小中高生・65歳以上・障害者は100円、未就学児は無料）。

### デマンドタクシー「きみぴょん号」
- 運賃は、利用登録者400円（小中高生・65歳以上は300円、小学生未満は無料）、利用登録がない者（観光客など）は500円。
- 運行時間は8時～18時。亀山地区は通勤者のために朝6時30分～8時の運行がある。
- 乗車には1週間前から30分前までの予約が必要で、電話か電子メールで予約する。

### 共通事項
- コミュニティバス・デマンドタクシー共通回数乗車券も発売している。100円券24枚綴りで2000円[1]。

## 現行路線

### 小糸川循環線

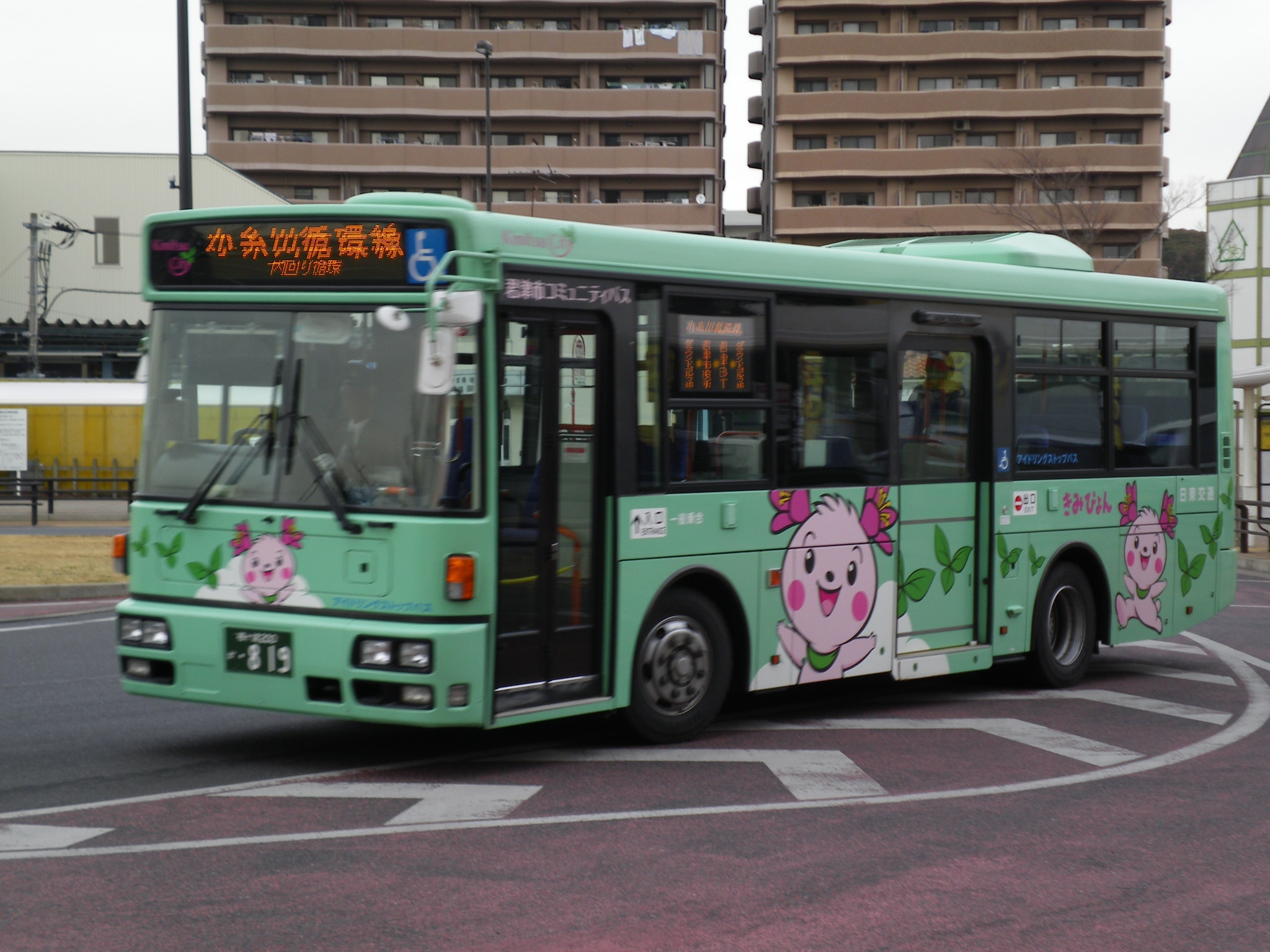
小糸川循環線の中型車
「きみぴょん」ラッピングバス
日東交通の車両
日産ディーゼル・スペースランナーRM

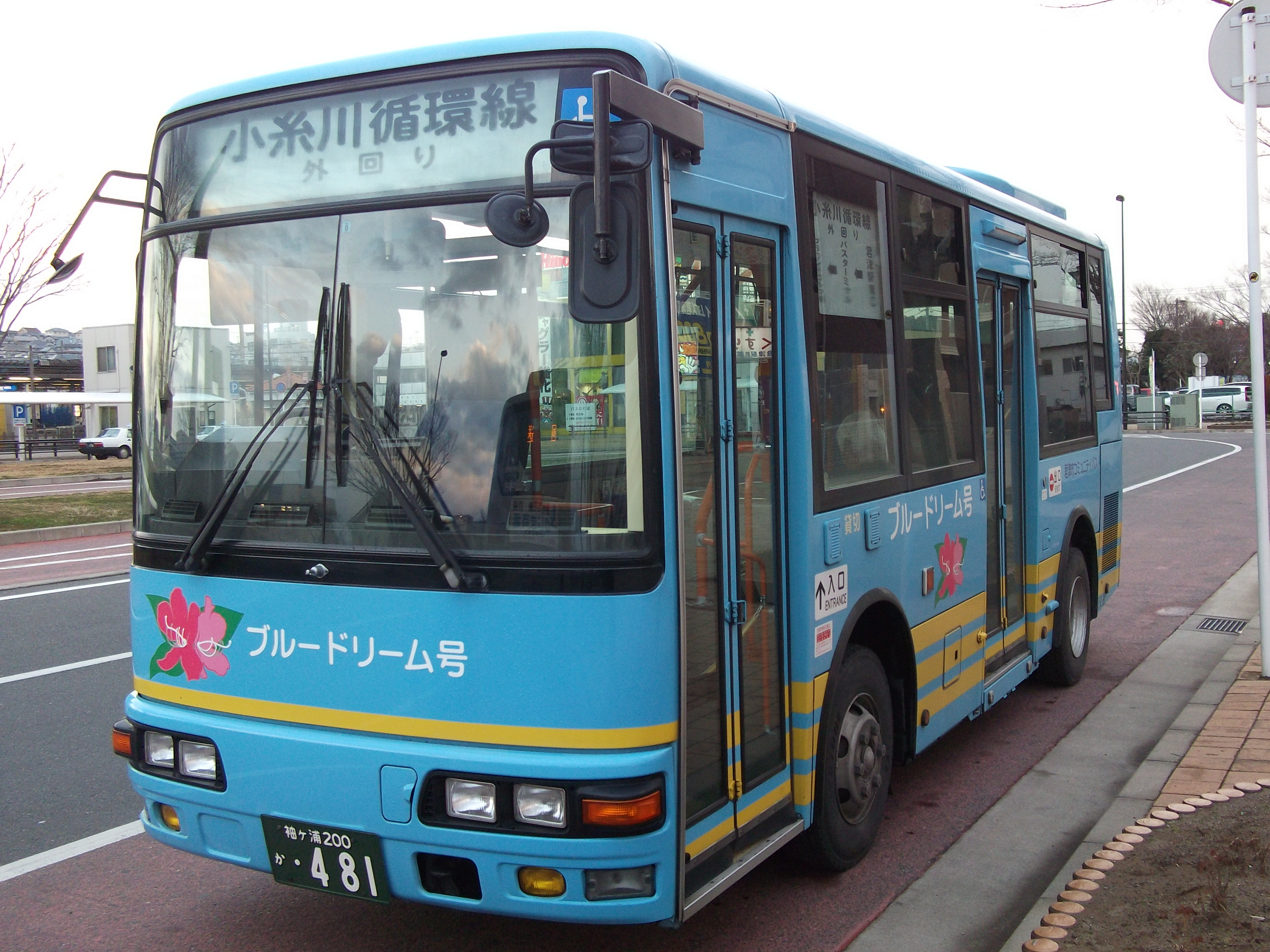
小糸川循環線「ブルードリーム号」で使用されていた小型車
日東交通の車両
三菱ふそう・エアロミディME

- 君津グラウンドゴルフ場  -  周南公民館入口  - 郡の杜 - 貞元社宅 - 君津駅南口 - 君津市役所 - 君津バスターミナル - 周南口 - 周南公民館入口 - 君津グラウンドゴルフ場
- 君津駅南口 - 君津市役所 - 君津バスターミナル - 周南口（ - 小糸郵便局前） - 周南公民館入口 - 君津グラウンドゴルフ場 [2]

日東交通が運行してきた、周南線（木更津駅西口 - 周南公民館）、君津市内線（君津駅南口 - 君津バスターミナル - 小糸中島）、貞元線（君津製鐵所 - 貞元社宅 - 作木）の路線廃止に伴い、代替路線として循環運行している。日東交通富津営業所に運行委託している。
この路線の運行にあたっては、事前に運行検討委員会を設けて沿線住民からの意見などを参考に協議調整を行ってきた。その結果「市内通過型」または「君津駅・君津市内指向」のコースを定め、コースに金融機関・医療機関・商業施設のある地域を含ませることなどを盛り込んだ案が2004年（平成16年）度末までに作成された。運行開始まで期間が限られていたが、市民の期待を裏切ってはならないと運行検討委員会は「利用しやすいバスの再構築」などの協議を続け、2005年（平成17年）10月の運行開始にこぎ着けた。
その後、利用客が多いなど好調なことから、2010年（平成22年）に君津市コミュニティバスとしては初めての中型車が新規導入された（#使用車両参照）。
また周南公民館 - 君津グラウンドゴルフ場間はフリー乗降区間となっている。
路線沿革
- 2005年（平成17年）10月1日 - 小糸川循環線「ブルードリーム号」「グリーンドリーム号」（内回り12便・外回り11便）の運行を開始する。
- 2008年（平成20年）12月1日 - 運行本数の見直しを実施する（内回り12便・外回り14便）。
- 2010年（平成22年）5月10日 - 運行本数の見直しと運行区間の延長（周南公民館以遠・一部中島経由）を実施する（内回り12便+5便・外回り13便+6便）。
- 2012年（平成24年）12月16日 - 運行区間の延長（郡地区）を実施する。
- 2015年（平成27年）11月13日 - 日東交通の一部乗務員が「早く休憩したかった」として、独断で運行を打ち切っていたことが判明[4][5][6]。この不祥事を受け、日東交通は同年12月17日付けで謝罪文を公式サイトに掲載した[7]。
- 2018年（平成30年）4月1日 - 交通系ICカード（PASMO・Suicaなど）を導入[8]。

### 人見・大和田・神門線

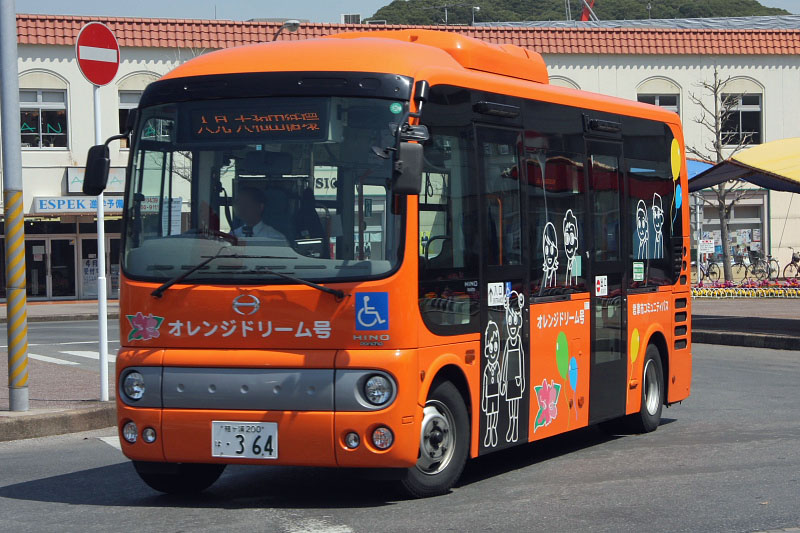
人見・大和田・神門線「オレンジドリーム号」の車両
市が保有する自家用バス

- オレンジドリーム号： 君津市役所 → 君津駅北口 → 君津台中央 → 君津高校 → 大和田 → 神門 → 大和田郵便局 → 君津駅北口 → 君津市役所

これまでバス路線が走っていなかった地域の交通不便を解消させることを目的に新設された循環路線である。現在は大新東に運行委託している。
路線沿革
- 2007年（平成19年）10月16日 - 「イエロードリーム号」（神門循環）5往復、「オレンジドリーム号」7往復の運行を開始する。
- 2013年（平成25年）1月27日 - 運行ルートの大幅な変更を実施[9]。これに伴い、内房線南側（周西地区）の乗り入れを終了。「イエロードリーム号」の運行を廃止、「オレンジドリーム号」のみの運行となる。
- 2013年（平成25年）4月1日 - 運行委託先を日東交通から丸増商事へ変更。
- 2019年（平成31年）4月1日 - 運行委託先を丸増商事から大新東へ変更。
- 2025年（令和7年）3月24日-交通系ICカード全国相互利用サービス導入。[10]

### 中島・豊英線

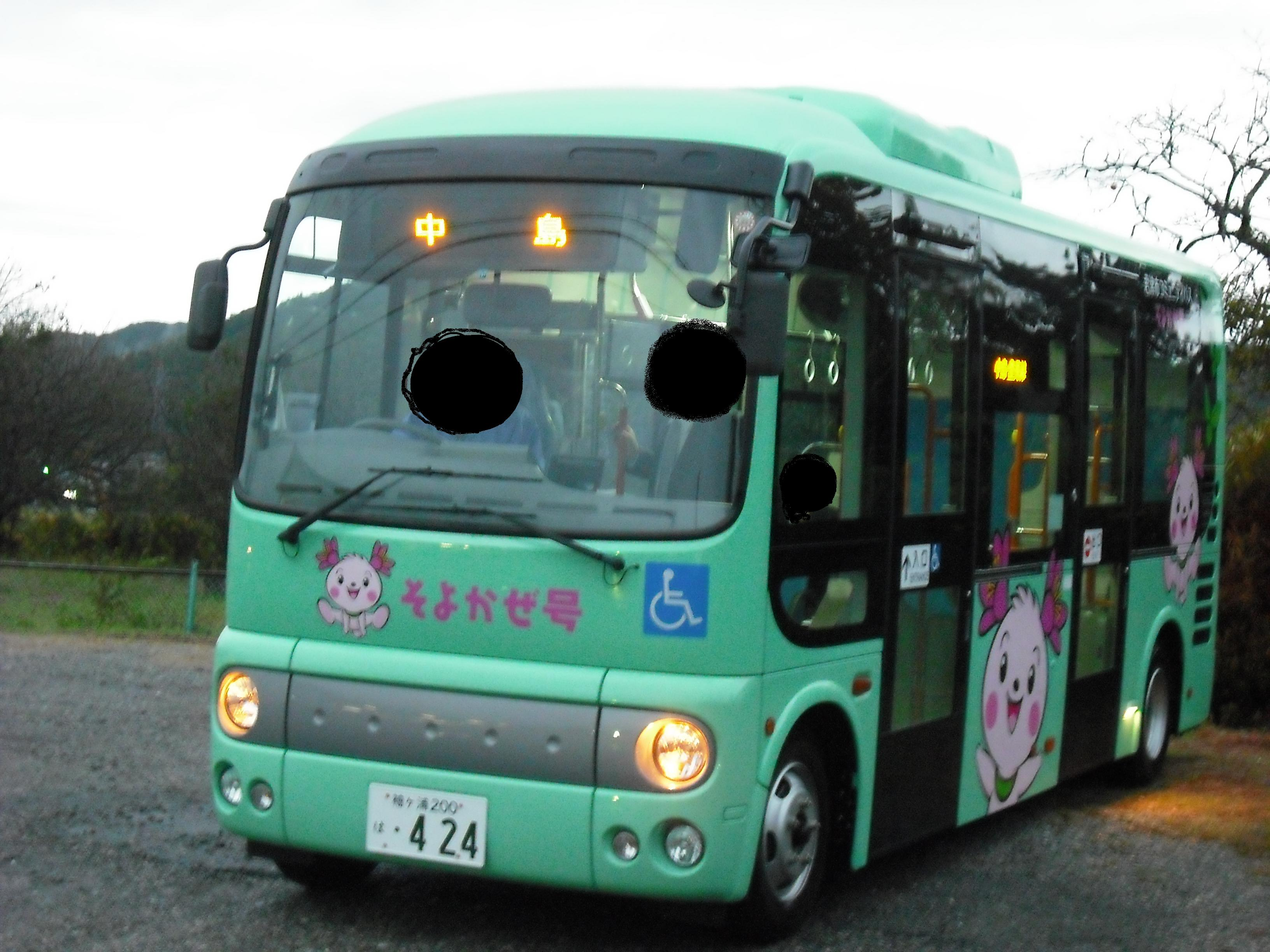
中島・豊英線「そよかぜ号」の車両
「きみぴょん」ラッピングバス
市が保有する自家用バス

- アミー号・そよかぜ号 ： 鈴木病院前 - 中島 - 粟倉 - 東粟倉・植畑本郷 - 東日笠 - 三島湖 - 県民の森

日東交通が運行していた三島線・周西線の一部区間（中島 - 粟倉 - 東粟倉・植畑本郷 - 尾崎）の廃止に伴う代替路線として運行している。愛称は秋元地区の「ア」と三島地区の「ミ」を合わせたもので、スペイン語で「友達・仲間」を意味する「アミーゴ (amigo) 」ともかけている。「アミー号」と「そよかぜ号」を乗り継ぐ場合、車内で乗継券を発行の上、同一区間を1回の料金で利用可能である。また「アミー号」と「そよかぜ号」の粟倉 - 県民の森間はフリー乗降が可能となっている。
路線沿革
- 2005年（平成17年）10月1日 - 「アミー号」6往復の運行を開始する。
- 2005年（平成17年）12月12日 - 循環系統（粟倉 - 東粟倉 - 植畑本郷 - 粟倉：1往復）を開設する。同時に運行時刻の見直しを実施する。
- 2009年（平成21年）11月2日 - 「そよかぜ号」の運行を開始する。鈴木病院前 - 中島 - 粟倉間を延長する（上り14便・下り13便（区間系統含む））。
- 2011年（平成23年）2月7日 - 運行時刻の見直しを実施する。
- 2012年（平成24年）4月1日 - 運行委託先を大新東から丸増商事へ変更。
- 2018年（平成30年）9月 - 丸増商事の運転手が「トイレに行きたくなった」として、終点まで行かず運行を打ち切っていたことが判明[11]。
- 2019年（平成31年）3月9日 - 丸増商事の運転手が出勤しなかったため、始発が欠便となったことが判明[12]。
- 2019年（平成31年）4月1日 - 相次いだ不適切運行を受け、運行委託先を丸増商事から大新東へ再変更[13]。
- 2025年（令和7年）3月24日-交通系ICカード全国相互利用サービス導入。[14]

### デマンドタクシー「きみぴょん号」
君津市東部（小櫃・久留里・松丘・亀山地区）の交通不便を解消させることを目的に実証運行されているデマンドタクシーで、2011年（平成23年）に小櫃・久留里地区でサービスを開始した。翌年の2012年（平成24年）9月1日より、運行エリアが亀山地区に拡大された。
2013年10月1日より本格運行に移行、これに伴い運行委託事業者が鴨川日東バスから大新東へ変更された。
2018年（平成30年）4月1日から回数券が導入された。
2025年（令和7年）4月1日から交通系ICカード全国相互利用サービスを導入予定。

## 廃止路線
運行区間は廃止時点のもの。

### 亀山線

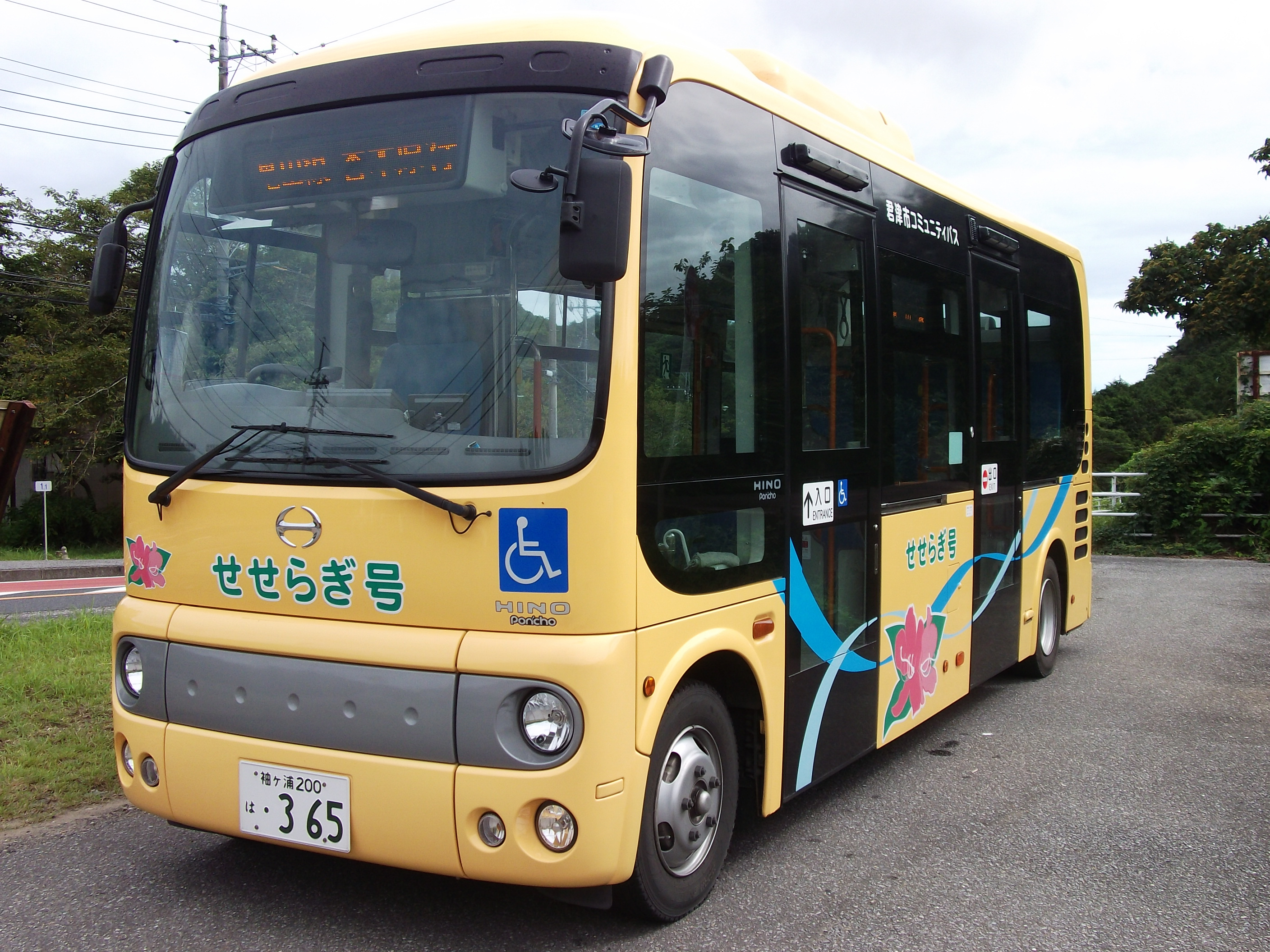
亀山線「せせらぎ号」の車両
市が保有する自家用バス

- せせらぎ号：香木原 - 君津ふるさと物産館 - 笹 - 藤林 - 亀山駅 - 蔵玉 - 黄和田車庫
- 風っ子号：香木原 - 君津ふるさと物産館 - 笹 - 亀山駅 - 三石山入口 - 蔵玉 - 黄和田車庫 - 七里川温泉

鴨川日東バスが運行していた香木原線（香木原 - 亀山駅 - 黄和田車庫）と亀山線の一部区間（香木原 - 亀山駅）の廃止に伴う代替路線として運行していた。七里川温泉 - 亀山駅 - 笹の間ではフリー乗降が可能であった。廃止前の収支率（収入÷経費）は、2010年度7.5%、2011年度6.0%の赤字だった。
路線沿革
- 2007年（平成19年）10月1日 - 運行を開始する。
- 2012年（平成24年）9月1日 - 運行を休止。
- 2012年（平成25年）9月30日 - デマンドタクシーきみぴょん号の本格運行の開始により、路線を正式に廃止。

### デマンドバス（実証実験運行）
2022年8月1日から2023年3月31日までの期間限定で、小糸地区でスクールバスの空き時間を活用したデマンドバス「こいっとばす」の実証実験運行を実施した。
- 運賃は500円、ただし、一部のバス停は300円。
- 運行時間は月曜日・水曜日・金曜日の9～15時。
- 乗車には1週間前から30分前までの予約が必要で、電話予約する。

## 車両
基本的にはバリアフリーに対応したノンステップバスが使用される。車体のカラーリングは、運行開始後しばらくは路線ごとに異なっていたが、2009年以降に導入された車両は若草色を基調とし、君津市のマスコットキャラクター「きみぴょん」のラッピングが施されるようになった。
日東交通が担当する小糸川循環線には、三菱ふそう・エアロミディMJ（小型ワンステップバス）、いすゞ・エルガミオ（中型）、日産ディーゼル・スペースランナーRM（中型）が採用されている。エルガミオは当路線用に新車導入された車両、エアロミディMJは日東交通の一般路線と共通運用している車両で、いずれも日東交通カラーとなっている。当初、小糸川循環線「ブルードリーム号」「グリーンドリーム号」では、専用車として導入された三菱ふそう・エアロミディMEを使用していたが、2016年に当路線での運用を終了し、天羽日東バスへ譲渡された。その後、2017年に天羽日東バスは日東交通に吸収合併されたため、現在は日東交通上総湊出張所管内の一般路線で運用されている。
人見・大和田・神門線「オレンジドリーム号」、中島・豊英線「アミー号」「そよかぜ号」では、日野・ポンチョ（小型、白ナンバー車）が採用されている。
デマンドタクシー「きみぴょん号」では、小回りの利くワンボックスカーのトヨタ・ハイエースが使用される。